# Sándor Bárdosi
Sándor István Bárdosi (ur. 29 kwietnia 1977) – węgierski zapaśnik walczący w stylu klasycznym. Srebrny medalista olimpijski z Sydney 2000 w kategorii 85 kg.
Brązowy medalista mistrzostw świata w 2005, a piąty w 2001. Trzeci na mistrzostwach Europy w 2004. Szósty w Pucharze świata w 2006. Mistrz świata juniorów w 1997, a Europy w 1995 roku.
- Turniej w Sydney 2000

Pokonał Australijczyka Arka Olczaka, Eddy Bartolozziego z Wenezueli, Szweda Martina Lidberga i Fritza Aanesa z Norwegii, a w finale przegrał z Hamzą Yerlikayą z Turcji.